# Grupa fortowa
Uzasadnienie: Wydaje się, że to terminy tożsame

Przykład grupy fortowej: Grupa "Carski Dar" Twierdzy Modlin

Grupa fortowa – zespół obiektów fortecznych: fortów, baterii artyleryjskich, dzieł piechoty i obiektów zaplecza, wznoszony dla wykonania wspólnych zadań obronnych, charakteryzujący się większą w stosunku do starszych obiektów powierzchnią i rozproszeniem dzieł oraz ich związaniem – ogniem, komunikacją podziemną (poternami) itp. Grupy takie wznoszono na przełomie XIX i XX wieku dla zabezpieczenia najważniejszych odcinków twierdz. Najnowocześniejsze dzieła tego typu, tak zwane festy, wzniesiono w fortyfikacji niemieckiej w zespole twierdz Metz-Thionville (Diedenhofen).